# أليكسي باجيتنوف
أليكسي باجيتنوف (الروسية: Алексей Леонидович Пажитнов) هو مهندس حاسوب روسي عاش في الولايات المتحدة، وهو مبتكر لعبة تتريس، التي طورها فاديم جيراسيموف، وهو أول (أي أليكسي) رجل استخدم سبع قطع متعددة لتكوينها في اللعبة بدأها سنة 1984م.

## وصلات خارجية
- أليكسي باجيتنوف على موقع الموسوعة البريطانية (الإنجليزية)
- أليكسي باجيتنوف على موقع ميوزك برينز (الإنجليزية)
- أليكسي باجيتنوف على موقع إن إن دي بي (الإنجليزية)
- أليكسي باجيتنوف على موقع ديسكوغز (الإنجليزية)